# 興工街道
興工街道（こうこう-かいどう）は、中華人民共和国遼寧省大連市沙河口区の郷級行政区。略称は「興工街」。あるいは興工街道にある街である。

## 地理
興工街道の東は西安路（旧・大正通り）、南は長興街（旧・京町）、西は新建東街、北は鞍山路。
もともと「中長東六街」という街は、作業員の不備で中長東六街の道路標識に「中長東五街」を書いたことによって、現在のすべてのアドレスは中長東五街になった。
- 興工街 - 長興街：興工南一街、興工南二街、興工南三街、興工南四街、興工南五街、興工南六街、興工南七街
- 興工街 - 鞍山路：興工北一街、興工北二街、興工北三街、興工北四街、興工北五街、興工北六街、興工北七街
- 中長街 - 西安路：中長東一街、中長東二街、中長東三街、中長東四街、中長東五街、中長東六街、中長東七街
- 中長街 - 新建街：中長西一街、中長西二街、中長西三街、中長西四街、中長西五街、中長西六街、中長西七街[1]

## 歴史
興工街道は、かつての大日本帝国関東州大連市沙河口区霞町で、沙河口神社があった。

## 区画
興工街道は郷級行政区に属し、総面積は4平方キロメートル、「興新社区」などの社区（コミュニティ）を含む；興新社区は里レベルの自治団体で、「華陽・風尚」などの居民小組（住民グループ）を含む。

## 文化
街内には朝鮮人の教会堂、日本人の寮などの建物がある。